# Stammliste der Herren und Grafen von Hanau

Wappen der Grafen von Hanau

Die Stammliste der Herren und Grafen von Hanau enthält die Mitglieder der Familie derer von Hanau, eine Familie, die vom 13. Jahrhundert bis 1736 in der Herrschaft und (seit 1429) Grafschaft Hanau und ihren Teilgrafschaften Hanau-Münzenberg und Hanau-Lichtenberg regierte.
Die ausgestorbenen Grafen von Hanau sind nicht zu verwechseln mit den durch die morganatischen Nachfahren von Friedrich Wilhelm I. von Hessen-Kassel begründeten und bis heute existierenden Fürsten von Hanau-Hořovice.

## Anfänge
Um 1166/68 erscheinen unter den Herren von Hanau neue Leitnamen, vor allem Reinhard und Ulrich. Mitglieder dieser Adelsfamilie benennen sich zunächst nach ihrer Stammburg Dorfelden, führen aber auch den dem Namen „Herren von Dorfelden-Hagenowe (Hanau)“ und nennen sich ab 1191 endgültig nach der Burg Hanau. Die Verwandtschaft zwischen diesen und dem ältesten genealogisch sicher mit der Familie derer von Hanau zu verbindenden Herren von Hanau, Reinhard I., ist nicht restlos geklärt.

## Herren von Hanau
Reinhard I. (* um 1225; Ersterwähnung: 1243; † 20. September 1281) ⚭ um 1243/1245 Adelheid von Münzenberg, Tochter Ulrich I. von Hagen-Münzenberg
1. Ulrich I. (* 1255/60; † 1305/06) ⚭ Elisabeth von Rieneck (ca. * 1260; † um 1300), Tochter des Grafen Ludwig III. von Rieneck
  1. Ulrich II. (* ca. 1280 /1288; † 23. September 1346) ⚭ 1310 Agnes von Hohenlohe (* vor 1295; † 29. November 1346), Tochter des Kraft I. von Hohenlohe
    1. Ulrich III. (* 1310; † 1369/70) ⚭ Adelheid von Nassau († 8. August 1344[1], bestattet im Kloster Arnsburg), Tochter des Grafen Gerlach I. von Nassau
      1. Ulrich IV. (* zwischen 1330 und 1340; † 1380) ⚭ 1366/67 Elisabeth von Wertheim
        1. Ulrich V. (* um 1370; † 1419), dankt 1404 ab ⚭ 1394 Elisabeth von Ziegenhain (* ca. 1375; † 1. Dezember 1431), Tochter des Grafen Gottfried VIII. von Ziegenhain
          1. Elisabeth (* ca. 1395; † 25. Mai 1475), ⚭ 1413 Albert I. von Hohenlohe († 15. Juni 1429)
          2. Agnes († 22. November 1446), Äbtissin des Klosters Klarenthal
          3. Adelheid († 13. November 1440), Nonne im Kloster Klarenthal

        2. Reinhard II., erster Graf von Hanau, Fortsetzung siehe: Grafen von Hanau
        3. Johann (* um 1377; † 4. März 1411 in Frankfurt am Main), Mitregent 1404–1411
        4. Konrad (nachgewiesen: 1388–1419)

      2. Reinhard (* um 1330; † Anf. 15. Jh.), Kanoniker
      3. Elisabeth von Hanau (* um 1330; † nach 1384), verheiratet mit Wilhelm II. von Katzenelnbogen
      4. Agnes, Nonne im Kloster Klarenthal bei Wiesbaden (erwähnt 1346; † am 4. August eines unbekannten Jahres)
      5. Anna, 1396 erwähnt als Äbtissin des Klosters Patershausen

    2. Reinhard († 27. Mai 1369), Domkustos in Mainz
    3. Kraft (* zwischen 1315 und 1320; † 3. Dezember 1382), Domherr in Köln, Mainz, Würzburg und Worms
    4. Ludwig, (erwähnt ab 1341; † 15. März 1387), Erzdiakon in Würzburg
    5. Gottfried (* nach 1320; † nach dem 6. Oktober 1372), Komtur des Deutschen Ordens
    6. Konrad († 1383), Fürstabt von Fulda
    7. Elisabeth (* vermutlich zwischen 1311 und 1315; † nach 1365), verheiratet mit Philipp V. von Falkenstein
    8. Adelheid (* zwischen 1311 und 1313; † nach 1378), verheiratet mit Heinrich II. von Isenburg
    9. Agnes († nach 1347), Nonne im Kloster Patershausen
    10. Irmengard († nach 1348), Nonne im Kloster Gerlachsheim, erwähnt zwischen 1343 und 1347

  2. Adelheid (erwähnt ab 1306; † vor 1325), verheiratet vor 1315 mit Konrad V. von Weinsberg (* vor 1301; † 1328)
  3. Konrad, Pfründner des Klosters Fulda (erwähnt 1343; † nach 1352)
  4. Margarethe ist eine unzutreffende Zuschreibung in älterer Literatur[2]
2. Reinhard, erwähnt zwischen 1292 und 1301[3], zuletzt als Domherr in Würzburg
3. Adelheid, Äbtissin im Kloster Patershausen (vor 1281)
4. Isengard, nach 1265 verheiratet mit Gerhard von Weilnau, † vor 1281

## Grafen von Hanau
Reinhard II. (* um 1369; † 26. Juni 1451) ⚭ 18. Januar 1407 mit Katharina von Nassau-Beilstein († 6. September 1459)
1. Katharina (* 25. Januar 1408; † 25. September 1460) ⚭ 1.) 1421 mit Graf Thomas II. von Rieneck (* vor 1408; † 8. Februar 1431), 2.) 1432/34 mit Graf Wilhelm II. von Henneberg-Schleusingen (* 14. März 1415; † 8. Januar 1444, Jagdunfall)
2. Anna (* 15. Juni 1409; † ?)[4]
3. Margarethe (* 1411; † 29. April 1441) ⚭ 1440 mit Gottfried VIII. von Eppstein († 1466)
4. Reinhard III. (* 22. April 1412; † 20. April 1452) ⚭ 11. Juli 1446 Margarethe von Pfalz-Mosbach (* 2. März 1432; † 14. September 1457)
  1. Philipp I. (der Jüngere) , 1458 Begründer der Linie Hanau-Münzenberg
  2. Margarethe (* 1452, † 14. März 1467), verlobt mit Philipp von Eppstein, starb vor der Vermählung.
5. Elisabeth (* 1416; † 20. Februar 1446) ⚭ 4. Mai 1432 mit Wild- und Rheingraf Johann IV. von Dhaun-Kyrburg (* 1422; † 30. Juni 1476)
6. Philipp I. (der Ältere), 1458 Begründer der Linie Hanau-Lichtenberg

### Grafen von Hanau-Münzenberg
Philipp I. (der Jüngere) (* 20. September 1449; † 26. August 1500) ⚭ 12. September 1468 Gräfin Adriana von Nassau-Dillenburg (* 7. Februar 1449; † 15. Januar 1477), Tochter des Grafen Johann IV. von Nassau-Dillenburg. Außerdem bestand ein nicht standesgemäßes, außereheliches Verhältnis mit Margarete Weißkircher (* um 1460; † nach 1500). Aus der Ehe mit Adriana von Nassau-Dillenburg:
1. Eine Tochter (* 4. April 1469), † kurz nach der Geburt
2. Adriana (* 1470; † 1524) ⚭ 1490 mit Graf Philipp von Solms-Lich (1468–1544)
3. Margarethe (* 1471; † 1503), Nonne
4. Reinhard IV. (* 14. März 1473; † 30. Januar 1512) ⚭ 13. Februar 1496 Katharina von Schwarzburg-Blankenburg (* nach 1470; † 27. November 1514)
  1. Anna (* 22. Mai 1498; † noch im selben Jahr)
  2. Berthold (* 12. Juli 1499; † 27. April 1504), bestattet im Chor der Marienkirche in Hanau
  3. Philipp II. (* 17. August 1501; † 28. März 1529) ⚭ 27. Januar 1523 Gräfin Juliana zu Stolberg (* 15. Februar 1506; † 18. Juni 1580), in 2. Ehe ⚭ Wilhelm dem Reichen von Nassau-Dillenburg
    1. Reinhard (* 10. April 1524; † 12. April 1525)
    2. Katharina (* 26. März 1525; † 20. August 1581), verheiratet mit Johann IV. von Wied-Runkel († 15. Juni 1581)
    3. Philipp III. (* 30. November 1526; † 14. November 1561) ⚭ 22. November 1551 Helena von Pfalz-Simmern (* 13. Juni 1532; † 5. Februar 1579)
      1. Philipp Ludwig I. (* 21. November 1553; † 4. Februar 1580) ⚭ Februar 1576 Magdalene von Waldeck (* 1558; † August 1599), in 2. Ehe ⚭ 24. November 1581 Graf Johann VII. zu Nassau-Siegen (auch: Johann der Mittlere) (* 7. Juni 1561 in Dillenburg; † 27. September 1623 in Siegen)
        1. Philipp Ludwig II. (* 18. November 1576 in Hanau; † 9. August 1612 ebenda) ⚭ 24. Oktoberjul. / 3. November 1596greg. in Dillenburg Katharina Belgica von Oranien-Nassau (* 31. Juli 1578 in Antwerpen; † 12. April 1648 in Den Haag), Tochter des Fürsten Wilhelm I. von Oranien-Nassau, genannt der Schweiger
          1. Charlotte Louise (* 10. August 1597; † 15. Juli 1649), nicht verheiratet
          2. Tochter (* 29. Juli 1598; † 9. August 1598)[5]
          3. Philipp Ulrich (* 2. Januar 1601; † 7. April 1604, Steinau)
          4. Amalia Elisabeth (auch: Amalie und Amélie) (* 29. Januar 1602; † 8. August 1651) ⚭ Landgraf Wilhelm V. von Hessen-Kassel, schließt 1643 einen Erbvertrag mit Hanau-Münzenberg aufgrund dessen 1736 die Grafschaft Hanau-Münzenberg an die Landgrafschaft Hessen-Kassel fällt.
          5. Katharina Juliane (* 17. März 1604; † 28. Dezember 1668), beigesetzt in der gräflichen Gruft in Laubach ⚭ 1.) 11. September 1631 Graf Albert Otto II. von Solms-Laubach, Rödelheim und Assenheim (* 29. Juni 1610; † 1639), 2.) 31. März 1642 mit Moritz Christian von Wied-Runkel * 10. Januar 1620; † 25. Januar 1653)
          6. Philipp Moritz  (* 25. August 1605; † 3. August 1638) ⚭ Prinzessin Sibylle Christine von Anhalt-Dessau (* 10. Juni 1603; † 11. Februar 1686). Aus dieser Ehe gingen hervor:
            1. Sibylle Mauritania (* 2. November 1630; † 24. März 1631, beigesetzt in der Marienkirche in Hanau)
            2. Adolphine (* 31. Oktober 1631; † 22. Dezember 1631)
            3. Philipp Ludwig III. (*16. Novemberjul. / 26. November 1632greg. in Hanau; † 12. November 1641 in Den Haag), letzter Graf der Hauptlinie Hanau-Münzenberg
            4. Johann Heinrich (* 3. Mai 1634; † 28. Oktober oder 10. November 1634)
            5. Louise Eleonore Belgica (* 3. März 1636 in Metz; † noch im gleichen Jahr in Den Haag, dort beigesetzt)

          7. Wilhelm Reinhard (* 20. September 1607; † 5. September 1630, Aachen), begraben in der Marienkirche in Hanau
          8. Heinrich Ludwig (* 7. Mai 1609; † 11. Julijul. / 21. Juli 1632greg. bei der Belagerung von Maastricht)
          9. Friedrich Ludwig (* 27. Juli 1610; † 4. Oktober 1628, Paris), begraben im Erbbegräbnis der Herzöge von Bouillon in Sedan
          10. Jakob Johann (* 28. Juli 1612; † 9. Junijul. / 19. Juni 1636greg., gefallen bei Zabern), beigesetzt in St. Nikolai in Straßburg

        2. Juliane (* 13. Oktober 1577; † 2. Dezember 1577), beigesetzt im Chor der Marienkirche in Hanau
        3. Wilhelm (* 26. August 1578; † 14. Juni 1579), beigesetzt im Chor der Marienkirche in Hanau
        4. Albrecht (Albert) von Hanau-Münzenberg, Begründer der Linie Hanau-Münzenberg-Schwarzenfels

      2. Dorothea (* 4. Februar 1556; † 5. September 1638) ⚭ 1.) 17. Juni 1571 Reichshofrat Graf Anton von Ortenburg (* 5. September 1550 in Augsburg; † 23. Mai 1573 auf der Donau zwischen Regensburg und Kelheim); 2.) 28. November 1585 mit Graf Volrad von Gleichen-Kranichfeld-Blankenhain-Ehrenstein-Remda (* 4. März 1556; † 8. März 1627 in Blankenhain)
      3. Wilhelm Reinhard (* 28. September 1557 in Hanau; † 17. Februar 1558[6], in Hanau), begraben im Chor der Marienkirche in Hanau
      4. Johann Philipp (* 6. November 1559; † 22. April 1560), ebenfalls begraben im Chor der Marienkirche in Hanau
      5. Maria (* 20. Januar 1562; † 15. Februar 1605 in Frankfurt am Main), posthum geboren, unvermählt verstorben.

    4. Reinhard (* 8. April 1528; † 11. Oktober 1554 in Béthune)
    5. Juliana (* 30. März 1529; † 8. Juli 1595) ⚭ 1.) 13. September 1548 Wild- und Rheingraf Thomas von Salm-Kirburg * 1529; † 1549); 2.) 18. Januar 1567 Graf Hermann von Manderscheid-Blankenheim (* 1535; † 4. Januar 1604), kaiserlicher Rat

  4. Balthasar (* 29. Juni 1508; † 9. Dezember 1534, Hanau)
5. Anna (* 15. März 1474; † 21. März 1475)
6. Marie (* 4. März 1475; † 18. Mai 1476)
7. Else von Hanau (aus der Verbindung mit Margarete Weißkircher) ⚭ 1508 Heinrich Rabe
8. Johann von Hanau-Münzenberg († 1511 oder nach 1536), aus der Verbindung mit Margarete Weißkircher, Pfarrer in Ober-Roden, Pfründner in Niederdorfelden
9. Anna von Hanau (aus der Verbindung mit Margarete Weißkircher) ⚭ 1518 mit Dietz Reuter, Keller zu Ortenberg († 1537).

#### Grafen von Hanau-Münzenberg-Schwarzenfels
Albrecht von Hanau-Münzenberg –Schwarzenfels (Albert) (* 12. November 1579; † 19. Dezember 1635 in Straßburg) ⚭ 16. August 1604 Gräfin Ehrengard von Isenburg (Irmgard) (* 1. Oktober 1577; † 20. September 1637 in Frankfurt am Main)
1. Albrecht (Albert) (* 1606; † 13. September 1614), begraben im Kloster Schlüchtern.
2. Moritz (* 1606; † noch als Kind)
3. Katharina Elisabeth (* vor oder am 14. September 1607; † 14. September 1647) ⚭ Graf Wilhelm Otto von Isenburg-Birstein (* 1597; † 1667)
4. Johanna von Hanau-Münzenberg (* 1610; † 13. September 1673 in Delft) ⚭ 1.) 1637 Wild- und Rheingraf Wolfgang Friedrich von Salm (* 1589; † 24. Dezember 1638), die Ehe blieb kinderlos; 2.) 14. Dezember 1646 Prinz Manuel António von Portugal (* 24. Februar 1600 in Delft; † 27. Oktober 1666 in Schagen)
5. Magdalena Elisabeth (* 28. März 1611; † 26. Februar 1687) ⚭ Georg Friedrich, Graf zu Limpurg in Speckfeld (* 1596; † 1651)
6. Johann Ernst (* 13. Juni 1613; † 12. Januar 1642), letzter regierender Graf aus dem Gesamthaus Hanau-Münzenberg, verlobt mit Susanna Margarethe von Anhalt-Dessau (* 25. August 1610; † 3. Oktober 1663, Babenhausen)
7. Ludwig Christoph (* 1614; † kurz nach der Taufe)
8. Elisabeth (* 1615?; † 1665)
9. Marie Juliane (* 15. Januar 1617; † 28. Oktober 1643) ⚭ Graf Johann Ludwig von Isenburg-Birstein (* 14. Februar 1622 in Birstein; † 23. Februar 1685 Offenbach am Main)

### Grafen von Hanau-Lichtenberg
Philipp I., „der Ältere“ (* 8. November 1417 in Windecken; † 10. Mai 1480 in Ingweiler, heute: Ingwiller) ⚭ 6. September 1458 Anna von Lichtenberg, (* 25. Oktober 1442; † 24. Januar 1474) Erbtochter der Herrschaft Lichtenberg. Darüber hinaus hatte Philipp mindestens ein außereheliches Verhältnis, mit wem ist nicht überliefert.
1. Johann (* ca. 1460; † 4. September 1473), bestattet in der Stadtkirche St. Nikolaus in Babenhausen
2. Philipp II. (* 31. Mai 1462, Hanau; † 22. August 1504, Babenhausen) ⚭ 9. September 1480 Anna von Isenburg (* 1460; † 27. Juli 1522 in Babenhausen)
  1. Philipp III. (* 18. Oktober 1482; † 15. Mai 1538) ⚭ 24. Januar 1504 in Baden Markgräfin Sibylle von Baden-Sponheim (* 26. April 1485; † 10. Juli 1518), Tochter des Markgrafen Christoph I. von Baden-Sponheim
    1. Johanna (* 1507; † 27. Januar 1572 auf Schloss Eberstein bei Gernsbach) ⚭ 6. November 1522 mit Wilhelm IV. von Eberstein (* 3. Mai 1497; † 1. Juli 1562).
    2. Christophora (* 1509; † 7. März 1582), seit November 1526 Nonne und später letzte Äbtissin des Klosters Marienborn, weltlich nach Auflösung des Klosters 1559.
    3. Amalie (* 1512; † 5. Februar 1578), seit November 1526 Nonne im Kloster Marienborn, weltlich nach Auflösung des Klosters 1559, bestattet am 7. Februar 1578 in der Stadtkirche St. Nikolaus in Babenhausen.
    4. Felicitas (* 5. März 1513; † November 1513)[7].
    5. Philipp IV. (* 20. September 1514; † 19. Februar 1590) ⚭ 22. August 1538 in Heiligenberg Eleonore von Fürstenberg (* 11. Oktober 1523; † 23. Juni 1544)
      1. Amalie (* 23. Februar 1540[8], Buchsweiler, heute: Bouxwiller; † 1. Mai 1540).
      2. Philipp V. (* 21. Februar 1541, Buchsweiler; † 2. Juni 1599) ⚭ 1.) 14. Oktober 1560 in Bitsch Pfalzgräfin Ludovica Margaretha von Zweibrücken-Bitsch (* 19. Juli 1540 in Ingweiler (heute: Ingwiller); † 15. Dezember 1569 in Buchsweiler). Sie war das einzige Kind und Erbtochter des Grafen Jakob von Zweibrücken-Bitsch (* 19. Juli 1510; † 22. März 1570). Bestattet wurde sie in Ingweiler; 2.) 18. Februar 1572 in Bitsch Gräfin Katharina von Wied (* 27. Mai 1552; † 13. November 1584 in Lichtenau). Bestattet wurde sie in Ingweiler; 3.) 20. Juni 1586 in Buchsweiler Schenkin Agathe zu Limpurg-Obersontheim (* 17. November 1561; † 1623), Tochter des Reichserbschenken Friedrich VII., Herr zu Limpurg-Obersontheim (* 6. August 1536; † 29. Januar 1596), beigesetzt in Lichtenberg. Sie heiratete nach 1605 in zweiter Ehe den Grafen Rudolf von Sulz, Landgraf im Klettgau (* 13. Februar 1559; † 5. Mai 1620), zuvor verheiratet mit Barbara von Staufen
        1. Johanna Sibylle (* 6. Juli 1564 in Lichtenberg; † 24. März 1636 in Runkel), (Tochter der Ludovica Margaretha von Zweibrücken) ⚭ Graf Wilhelm V. von Wied-Runkel und Isenburg († 1612)
        2. Philipp (* 7. Oktober 1565 in Buchsweiler; † 31. August 1572 in Straßburg), (Sohn der Ludovica Margaretha von Zweibrücken), beigesetzt in der Adelphis-Kirche in Neuweiler
        3. Albrecht (* 23. November 1566[9] in Buchsweiler; † 13. Februar 1577 in Hagenau), (Sohn der Ludovica Margaretha von Zweibrücken), beigesetzt in der Adelphis-Kirche in Neuweiler
        4. Katharina (* 30. Januar 1568 in Buchsweiler; † 6. August 1636), (Tochter der Ludovica Margaretha von Zweibrücken) ⚭ Schenk Eberhard von Limpurg-Speckfeld (* 1560; † 1622)
        5. Johann Reinhard I. (* 13. Februar 1569 in Bitsch; † 19. November 1625 in Lichtenberg), (Sohn der Ludovica Margaretha von Zweibrücken) ⚭ 1.) 22. Oktober 1593 in Weikersheim Gräfin Maria Elisabeth von Hohenlohe-Neuenstein (* 12. Juni 1576; † 21. Januar 1605 in Wörth), Tochter des Grafen Wolfgang von Hohenlohe-Neuenstein (* 14. Juni 1546; † 28. März 1610) und der Gräfin Magdalena von Nassau (* 15. Dezember 1547; † 16. Mai 1643). Aus dieser Ehe gingen alle Kinder von Johann Reinhard I. hervor; 2.) 17. November 1605 Gräfin Anna von Salm, Rhein- und Wildgräfin in Neufville (* 14. März 1582; † 1636, bestattet im Kloster Schwarzach[10]), Tochter des Grafen Friedrich I., Rhein- und Wildgraf in Neufville (* 3. Februar 1547; † 26. Oktober 1608). Aus dieser Ehe gingen keine Kinder hervor.
          1. Philipp Wolfgang (* 31. Juli 1595 in Buchsweiler; † 14. Februarjul. / 24. Februar 1641greg. in Buchsweiler) ⚭ 1.) 5. November 1619 Gräfin Johanna von Öttingen (* 30. August 1602; † 17. September 1639 in Straßburg), begraben zunächst dort in St. Peter, später nach Buchsweiler überführt und dort mit Philipp Wolfgang begraben. Aus dieser Ehe gingen alle Kinder von Philipp Wolfgang hervor; 2.) nach dem 17. Mai 1640 Rheingräfin Dorothea Diana von Salm (* 25. Juli 1604 in Criechingen; † 19. Dezember 1672 in Wörth), bestattet in Buchsweiler, Witwe des Grafen Philipp Ludwig von Rappoltstein († 19. Dezember 1672). Aus der Ehe mit Philipp Wolfgang gingen keine Kinder hervor.
            1. Johann Ludwig (* 14. Juni 1621 in Straßburg; † 30. Januar 1623 in Buchsweiler), begraben in der Stadtkirche in Buchsweiler.
            2. Anna Elisabeth (* 19. Mai 1622 in Buchsweiler; † 21. Mai 1622 in Buchsweiler), begraben in der Stadtkirche in Buchsweiler.
            3. Friedrich Casimir (* 4. August 1623; † 30. März 1685); vereinigt 1642 wieder die Grafschaften Hanau-Münzenberg und Hanau Lichtenberg ⚭ Sibylle Christine von Anhalt-Dessau (* 10. Juni 1603 in Dessau; † 11. Februar 1686 in Hanau), Witwe eines Amtsvorgängers, des Grafen Philipp Moritz von Hanau-Münzenberg. Die Ehe blieb kinderlos.
            4. Dorothea Elisabeth (* 19. November 1624 in Buchsweiler; † 21. November 1624), begraben in der Stadtkirche in Buchsweiler.
            5. Johann Philipp (* 13. Januar 1626 in Buchsweiler; † 18. Dezember 1669 in Babenhausen) ⚭ 16. Februar 1651 Prinzessin Susanna Margarethe von Anhalt-Dessau (* 25. August 1610; † 3. Oktober 1663, Babenhausen), Tochter des Fürsten Johann Georg I. von Anhalt-Dessau (* 1567; † 1618) und der Pfalzgräfin Dorothea von Pfalz-Simmern, ehemals Verlobte des Grafen Johann Ernst von Hanau-Münzenberg-Schwarzenfels, Schwester der Prinzessin Sibylle Christine von Anhalt-Dessau (* 1603; † 1686), die in zweiter Ehe mit dem Bruder von Johann Philipp, dem regierenden Grafen Friedrich Casimir, verheiratet war. Die Ehe von Johann Philipp und Susanne Margaretha blieb kinderlos. Johann Philipp hatte außereheliche Kinder – von wie vielen Frauen ist unbekannt:
              1. N.N., eine Tochter (* nach 1663[11]), verheiratet mit einem Zollverwalter „Cressl“;
              2. N.N., ein Sohn (* nach 1663[12]), der den Nachnamen „Berg“ trug, und später eine Stelle als Offizier in der Hanauer Miliz erhielt;
              3. N.N., ein zweiter Sohn (* nach 1663[13]), der ebenfalls den Nachnamen „Berg“ trug, und später auch eine Stelle als Offizier in der Hanauer Miliz erhielt.

            6. Johanna Juliane (* 24. Januar 1627[14] in Buchsweiler; † 4. September 1628, in Buchsweiler).
            7. Johann Reinhard (II.) (* 23. Januar 1628 in Buchsweiler; † 25. April 1666 in Bischofsheim am hohen Steg) ⚭ 19. Oktober 1659 in Bischweiler (heute: Bischwiller) Pfalzgräfin Anna Magdalena von Pfalz-Bischweiler (* 14. Februar 1640 in Straßburg; † 12. Dezember 1693 in Babenhausen). Weiterhin ist von Johann Reinhard II. ein außereheliches Verhältnis bekannt, mit Maria Magdalena von Lindenau († nach 1680), Tochter eines Obrist-Leutnants von Lindenau († 1. Dezember 1640).
              1. Johanna Magdalena (* 18. Dezember 1660 in Bischofsheim am Hohen Steg; † 21. August 1715), (Tochter der Anna Magdalena von Pfalz-Birkenfeld) ⚭ 5. Dezember 1685 Graf Johann Karl August von Leiningen-Dachsburg-Heidesheim (* 19. März 1662; † 13. November 1698)
              2. Luise Sophie (* 11. April 1662 in Bischofsheim am Hohen Steg; † 9. April 1751 in Ottweiler), (Tochter der Anna Magdalena von Pfalz-Birkenfeld) ⚭ 27. September 1697 Graf Friedrich Ludwig von Nassau-Saarbrücken-Ottweiler (* 13. November 1651; † 25. Mai 1728)
              3. Franziska Albertina (* 1. Mai 1663 in Bischofsheim am Hohen Steg; † 1736 in Ottweiler), (Tochter der Anna Magdalena von Pfalz-Birkenfeld)
              4. Philipp Reinhard (* 2. August 1664 in Bischofsheim am hohen Steg; † 4. Oktober 1712 in Schloss Philippsruhe bei Hanau), (Sohn der Anna Magdalena von Pfalz-Birkenfeld) ⚭ 1.) 17. Februarjul. / 27. Februar 1689greg. heiratete Philipp Reinhard seine Cousine Magdalena Claudine (* 16. September 1668; † 28. November 1704), Tochter des Pfalzgrafen Christian II. von Pfalz-Birkenfeld-Bischweiler (* 22. Juni 1637; † 26. April 1717); 2.) 26. Dezember 1705 heiratete Philipp Reinhard Charlotte Wilhelmine (* 4. Junijul. / 14. Juni 1685greg.; † 5. April 1767), Tochter des Herzogs Johann Ernst von Sachsen-Saalfeld. Diese zweite Ehe blieb kinderlos.
                1. Totgeburt (1691), bestattet in der Gruft der Lutherischen Kirche (heute: Alte Johanneskirche)
                2. Totgeburt (1693)
                3. Magdalene Katharine von Hanau (*6. Junijul. / 16. Juni 1695greg.; † 9. Dezemberjul. / 19. Dezember 1695greg.), bestattet in der Gruft der Lutherischen Kirche in Hanau

              5. Johann Reinhard III. (* 31. Juli 1665 in Bischofsheim am Hohen Steg; † 28. März 1736 in Schloss Philippsruhe), (Sohn der Anna Magdalena von Pfalz-Birkenfeld), letzter Graf aus dem Haus Hanau ⚭ 20. Augustjul. / 30. August 1699greg. Markgräfin Dorothea Frederike von Brandenburg-Ansbach (* 12. August 1676 in Ansbach; † 13. März 1731 in Hanau)
                1. Charlotte Christine Magdalene Johanna (* 2. Mai 1700 in Buchsweiler; † 1. Juli 1726 in Darmstadt) ⚭ Landgraf Ludwig VIII. von Hessen-Darmstadt, Erbtochter: Mit ihr geht 1736 die Grafschaft Hanau-Lichtenberg an die Landgrafschaft Hessen-Darmstadt über.

              6. Johann Reinhard von Lichtenfels (* 1656 oder früher; † nach 1689) (außerehelich mit Maria Magdalena von Lichtenfels)

            8. Sophie Eleonore (* 13. April 1630 in Buchsweiler; † 20. April 1662 in Lützelstein)
            9. Agatha Christine (* 23. September 1632; † 5. Dezember 1681) ⚭ Pfalzgraf Leopold Ludwig von Pfalz-Veldenz-Lützelstein
            10. Christian Eberhard (* 17. Juli 1635 in Straßburg; † 4. Mai 1636, in Straßburg), beigesetzt in Buchsweiler

          2. Agatha Marie (* 22. August 1599 in Buchsweiler; † 23. Mai 1636 in Baden) ⚭ Georg Friedrich von Rappoltstein (* 1593; † 1651)
          3. Anna Magdalene (* 14. Dezember 1600 in Buchsweiler; † 22. Februar 1673) ⚭ 1.) 27. November 1625 Lothar von Criechingen († 1629), Sohn von Christoph von Criechingen-Pittingen, Amtmann von Deutsch-Lothringen († 1622/1623) und der Anna Bayer von Boppard; 2.) August 1633 Rhein- und Wildgraf Otto Ludwig von Salm-Kyrburg-Mörchingen (* 13. Oktober 1597; † 6. Oktober 1634 in Speyer), beigesetzt im Straßburger Münster, schwedischer General und Gouverneur im Elsass; 3.) 8. April 1636 Graf Friedrich Rudolf von Fürstenberg-Stühlingen (* 23. April 1602; † 26. Oktober 1655, Datschitz), begraben in Haslach im Kinzigtal), Sohn des Grafen Christoph II. von Fürstenberg (* 16. November 1580 in Blumberg; † 5. Januar 1614) und der Dorothea Freiin von Sternberg († 12. Juni 1633)
          4. Elisabeth Juliana (* 29. Juni 1602 in Buchsweiler; † 21. April 1603 in Wörth), dort auch beigesetzt

        6. Juliane (* 6. März 1573[15] in Babenhausen; † 8. April 1582[16] in Buchsweiler), (Tochter der Katharina von Wied), beigesetzt in der Adelphis-Kirche in Neuweiler
        7. Eleonore (* 13. Juni 1576 in Babenhausen; † noch als Kind), (Tochter der Katharina von Wied)
        8. Philipp (* 21. Juli 1579 in Babenhausen; † 23. Februar 1580 in Buchsweiler), (Sohn der Katharina von Wied), beigesetzt in der Adelphis-Kirche in Neuweiler
        9. Amalie (* 14. März 1582 in Buchsweiler; † 11. Juli 1627 in Buchsweiler), (Tochter der Katharina von Wied), beigesetzt in Lichtenberg
        10. Agathe (* 17. Juni 1587; † nach 1605) (Tochter der Agathe zu Limpurg-Obersontheim), wurde als identisch mit einer Anna Margaretha angenommen, da sonst die drei letzten Kinder innerhalb einer Frist von nur 19 Monaten geboren worden sein sollen.[17]
        11. Reinhard (* 21. Januar 1589; † 7. Februar 1589), (Sohn der Agathe zu Limpurg-Obersontheim), beigesetzt in Adelphis-Kirche in Neuweiler
        12. Anna Margarethe (* nach 1589; † kurz nach der Geburt) (Tochter der Agathe zu Limpurg-Obersontheim), wurde als identisch mit Agathe angenommen.[18]

      3. Anna Sibylle (* 16. Mai 1542; † 24. März 1612)
      4. Johanna (* 23. Mai 1543, Buchsweiler; † 5. Dezember 1599, Babenhausen), dort beigesetzt
      5. Eleonore (* 26. April 1544, Buchsweiler; † 6. Januar 1585), bestattet in Ingelfingen ⚭ Albrecht von Hohenlohe-Weikersheim-Langenburg (* 28. Mai 1543; † 16. November 1575)

  2. Anna (* 1485; † 11. Oktober 1559), Nonne im Kloster Marienborn
  3. Margaretha (* 1486; † 6. August 1560 in Babenhausen), Nonne im Kloster Marienborn, wegen eines „Fehltritts“[19] bis zu ihrem Lebensende im Schloss Babenhausen interniert[20]. Sie wurde in der Stadtkirche St. Nikolaus in Babenhausen beigesetzt.
  4. Ludwig (* 5. Oktober 1487 in Buchsweiler; † 3. Dezember 1553 in Willstätt), geistlich
  5. Maria (* ca. 1487; † vermutlich 1526), Äbtissin des Klosters Klarenthal 1512–1525.
  6. Amalie (* 7. Juni 1490 in Buchsweiler; † 11. März 1552 in Pfaffenhoffen), geistlich, begraben in der Adelphis-Kirche in Neuweiler
  7. Reinhard (* 19. Februar 1494 in Klingenberg; † 12. Oktober 1537 in Straßburg), Kanoniker in Straßburg, begraben in der Adelphis-Kirche in Neuweiler.#Felicitas (* 1516; † nach 1559[21] in Babenhausen), November 1526–1559 Nonne im Kloster Marienborn.
3. Margarethe (* 15. Mai 1463, Lichtenberg; † 26. Mai 1504) ⚭ Graf Adolf III. von Nassau-Idstein-Wiesbaden (* 10. November 1443; † 6. Juli 1511)
4. Ludwig von Hanau-Lichtenberg (* 23. August 1464; † 30. Dezember 1484, Trient). Er hatte außereheliche Kinder mit einer oder zwei unbekannten Frauen[22]:
  1. Hans von Hanau (* zwischen 1480 und 1484)
  2. Cornelius von Hanau (*zwischen 1480 und 1484; † 1549).[23]
5. Anna († 1491), Nonne im Kloster Marienborn
6. Dieter (ca. 1468; † 25. Februar 1473[24]), bestattet in der Stadtkirche St. Nikolaus in Babenhausen
7. Albrecht (* vor 1474; † 24. Juni 1491), bestattet in Buchsweiler
8. Johann von Hanau-Lichtenberg (außerehelich, Lebensdaten nicht bekannt, erwähnt 1463), geistlich
9. Reinhard Hanauer (außerehelich, Lebensdaten nicht bekannt, erwähnt 1512), Propst zu Neuweiler